# Scottie Pippen

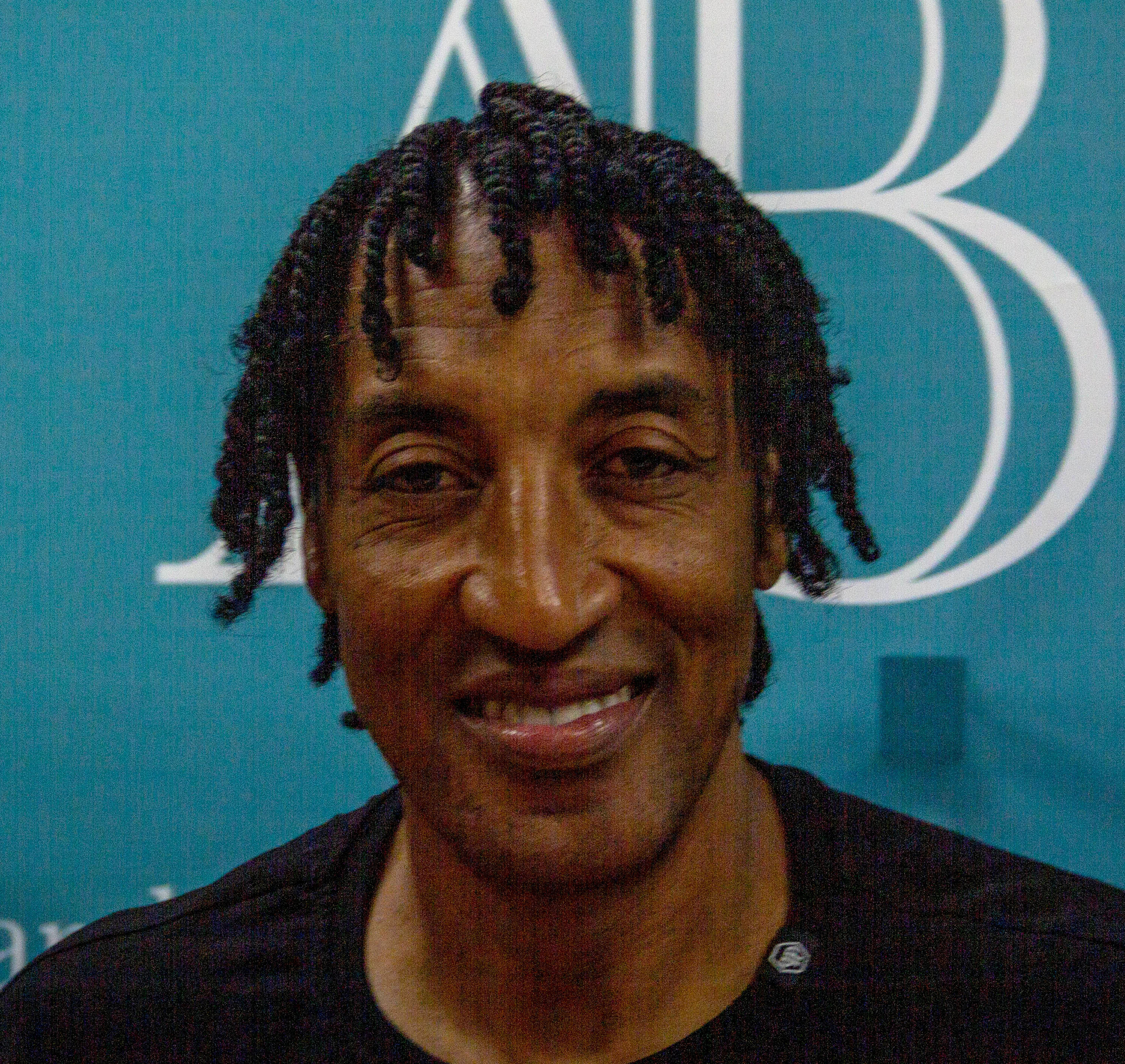
Scottie Pippen 2022.

Scottie Maurice Pippen, född 25 september 1965 i Hamburg i Arkansas, är en amerikansk före detta basketspelare som anses vara en av de 50 bästa genom tiderna. Han utsågs till den bäste defensive small forwarden genom tiderna i en artikel i Bleacher Report.
Han är far till Scotty Pippen Jr.

## Basketkarriär

### NBA
Scottie Pippen var lagkamrat med Michael Jordan under 1990-talet i Chicago Bulls då laget vann sex NBA-titlar 91-93 och 96-98. Var även med i de två första amerikanska Dream Teamen som tog OS-guld i Barcelona 1992 och Atlanta 1996. Scottie var en mycket bra allroundspelare som kunde göra allt från att lägga fina passar till att dunka bollen stenhårt till att skjuta trepoängare.

### Europa
Den 11 januari 2008, 42 år gammal, spelade han en match i Sverige då han spelade med Sundsvall Dragons mot Akropol. Matchen vanns av Pippen och Sundsvall Dragons med 102-74. I den matchen gjorde Pippen 21 poäng varav tre trepoängare och dessutom stod han för ett antal assister och returer. Dagarna innan spelade han två matcher med det finska Korisliiga-laget Torpan Pojat.

### Olympiska spelen
Scottie Pippen har deltagit för USA vid två OS, 1992 och 1996. Båda gångerna vann de guld, varav 1992 var det lag som är känt som "the Dream Team".